# Mistrzostwa Europy w Łyżwiarstwie Szybkim w Wieloboju 1911
21. mistrzostwa Europy w łyżwiarstwie szybkim w wieloboju odbyły się w dniach 18–19 lutego 1911 roku w Hamarze, w Norwegii. W zawodach brali udział tylko mężczyźni. Zawodnicy startowali na czterech dystansach: 500 m, 1500 m, 5000 m i 10000 m. Mistrzem Europy, podobnie jak przed rokiem, został reprezentant Imperium Rosyjskiego, Nikołaj Strunnikow.

## Uczestnicy
W zawodach wzięło udział 16 łyżwiarzy z 5 krajów. Sklasyfikowanych zostało 13.
| Państwa biorące udział w mistrzostwach | Państwa biorące udział w mistrzostwach | Państwa biorące udział w mistrzostwach |
| -------------------------------------- | -------------------------------------- | -------------------------------------- |
| Austro-Węgry                           | Dania                                  | Holandia                               |
| Imperium Rosyjskie                     | Norwegia                               | Szwecja                                |

## Wyniki
- DNS – nie wystartował, NC – nie zakwalifikował się, f – wywrócił się

| Pozycja | Zawodnik            | Kraj               | 500 m         | 10000 m       | 1500 m       | 5000 m        | Suma pkt. |
| ------- | ------------------- | ------------------ | ------------- | ------------- | ------------ | ------------- | --------- |
| 01 !    | Nikołaj Strunnikow  | Imperium Rosyjskie | 46.1 (1.)     | 17:59.8 (1.)  | 2:29.2 (1.)  | 9:02.4 (1.)   | 4         |
| 02 !    | Thomas Bohrer       | Austro-Węgry       | 47.1 (3.)     | 18:22.4 (2.)  | 2:32.1 (3.)  | 9:12.6 (6.)   | 10        |
| 03 !    | Otto Andersson      | Szwecja            | 47.2 (4.)     | 18:43.6 (5.)  | 2:34.0 (4.)  | 9:14.1 (3.)   | 16.5      |
| 4.      | Martin Sæterhaug    | Norwegia           | 46.2 (2.)     | 19:00.0 (7.)  | 2:31.2 (2.)  | 9:24.0 (8.)   | 19        |
| 5.      | Stener Johannessen  | Norwegia           | 50.0 (11.)    | 18:30.7 (3.)  | 2:36.3 (6.)  | 9:21.0 (6.)   | 24        |
| 6.      | Trygve Lundgreen    | Norwegia           | 48.8 (9.)     | 18:57.5 (6.)  | 2:37.4 (7.)  | 9:15.7 (4.)   | 24        |
| 7.      | Magnus Johansen     | Norwegia           | 55.2f (15.)   | 18:36.8 (4.)  | 2:37.7 (8.)  | 9:16.4 (5.)   | 28        |
| 8.      | Ejnar Sørensen      | Dania              | 48.9 (10.)    | 19:10.0 (9.)  | 2:35.8 (5.)  | 9:32.7 (10.)  | 31        |
| 9.      | Sigurd Mathisen     | Norwegia           | 47.2 (4.)     | 19:12.6 (10.) | 2:38.2 (9.)  | 9:38.8 (12.)  | 34.5      |
| 10.     | Olaf Hansen         | Norwegia           | 50.5 (12.)    | 19:06.0 (8.)  | 2:44.0 (14.) | 9:22.3 (7.)   | 37.5      |
| 11.     | Otto Monsen         | Norwegia           | 47.3 (6.)     | 19:33.4 (12.) | 2:41.1 (11.) | 10:41.0 (15.) | 41        |
| 12.     | Hendrik Taconis     | Holandia           | 1:04.0f (16.) | 19:31.0 (11.) | 2:42.4 (12.) | 9:39.3 (13.)  | 45        |
| 13.     | Sigurd Jensen       | Norwegia           | 51.8 (14.)    | 19:36.3 (13.) | 2:44.0 (14.) | 9:46.0 (14.)  | 48.5      |
| NC      | Karenus Larsen-Stai | Norwegia           | 51.3 (13.)    | 20:07.6 (14.) | 2:44.8 (16.) | NC            |           |
| DNS     | Gunnar Schou        | Norwegia           | 48.5 (7.)     | DNS           | 2:42.8 (13.) | 9:37.8 (11.)  |           |
| DNS     | Reidar Gundersen    | Norwegia           | 48.7 (8.)     | DNS           | 2:39.4 (10.) | 9:31.8 (9.)   |           |